# Enjambre Estudiantil Unificado
El Enjambre Estudiantil Unificado, por sus siglas EEU, también referido simplemente como el Enjambre, es la organización estudiantil bajo la cual se agrupan a las asambleas estudiantiles, colectivos, agrupaciones de alumnos, vocales, representantes, y demás grupos pertenecientes a los distintos espacios académicos de la Universidad Autónoma del Estado de México en el marco del movimiento estudiantil de 2025. Su creación fue en respuesta a la necesidad de concentrar y coordinar las voces y opiniones de las diversas asambleas estudiantiles que surgieron tras las manifestaciones realizadas en el Valle de Toluca y otros espacios del Estado de México. 
Su función ha sido la de coordinar el plan de lucha acordado por las distintas agrupaciones y colectividades organizadas de estudiantes de la misma universidad con el fin de hacer realizables las demandas tanto colectivas del movimiento como de cada espacio. Los objetivos del Enjambre se consideran los que comparten mayoritariamente los espacios y asambleas: la democratización de la Universidad (especialmente en lo concerniente a la renovación del cargo de Rector), la gratuidad de la educación, la no criminalización del movimiento estudiantil, el combate a la corrupción, el fin de la violencia de género, y la obtención de comedores subsidiados en favor de la comunidad.

## Historia

### Antecedentes
En el proceso electoral de renovación de la rectoría de la Universidad Autónoma del Estado de México (UAEMéx) no se contempla el voto universal de la comunidad universitaria, sino que los 105 miembros del H. Consejo Universitario son quienes, tras recoger las opiniones y preferencias de los universitarios en una auscultación cuantitativa (herramienta con carácter de consulta popular aunque carente de una naturaleza vinculante), emiten sus votos a la Comisión Especial Electoral y son los votos de los miembros del consejo los que definen al ganador o ganadora del proceso electoral. Hasta enero de 2025 el H. Consejo Universitario de la UAEMéx estaba conformado por 47 alumnos, 31 directores de espacios académicos, 23 profesores, 1 representante de la Federación de Asociaciones Autónomas de Personal Académico de la UAEMéx (FAAPAUAEM), 1 representante del Sindicato Único de Trabajadores y Empleados al Servicio de la UAEMéx (SUTESUAEM), 1 secretario y el presidente del consejo, que es el Rector de la universidad. En 2024 la universidad reportó una matrícula total de 96 007 estudiantes, por lo cual los consejeros universitarios estudiantes representan menos del 1% de la comunidad estudiantil.
Durante el proceso electoral para la renovación de la Rectoría de la Universidad Autónoma del Estado de México para el periodo 2025-2029 se reportaron varias irregularidades en las Jornadas de Promoción y Comparecencias Institucionales. Algunas candidatas y múltiples estudiantes denunciaron que existía un claro favoritismo hacia una aspirante, a quien consideraron la "candidata oficialista" y la señalaron como la favorita del rector Carlos Eduardo Barrera Díaz. Señalaron que tuvo gran cobertura mediática tanto en las redes sociales oficiales de la universidad como en periódicos nacionales, desde antes del inicio formal de las campañas electorales.
El descontento siguió creciendo hasta el 2 de abril, día en que se realizó la primera movilización estudiantil por las calles de Toluca de Lerdo encabezada por el contingente "Universitari@ por el cambio" que partió desde la Ciudad Universitaria y culminó en el Edificio Central de Rectoría, exigiendo elecciones limpias y más democráticas en la universidad. Tras esta primera movilización los estudiantes de diversos espacios académicos de la UAEMéx comenzaron a organizarse en asambleas estudiantiles para denunciar las carencias de sus espacios y para manifestar sus inquietudes sobre el proceso de elección de la nueva rectora de la universidad.
La situación llegó a un punto álgido el 23 de abril tras la filtración de un audio atribuido al rector Carlos Eduardo Barrera Díaz en el cual supuestamente se le escucha decir que dejaría a la universidad sin recursos económicos si no ganaba su candidata favorita. El mismo día la Asamblea Estudiantil de la Universidad Autónoma del Estado de México, organización estudiantil surgida tras la Desaparición forzada de Iguala de 2014, se pronunció exigiendo la renuncia del rector Carlos Barrera y la anulación del proceso para la elección de una nueva rectora señalando falta de legitimidad en el proceso. Durante esa asamblea se anunció la asistencia de estudiantes de las facultades de Ingeniería, Ciencias Políticas y Sociales, Medicina, Química, Artes y del Plantel "Nezahualcóyotl" de la Escuela Preparatoria.
Los días 29 y 30 de abril las facultades de Humanidades y Artes entraron en paros de labores respectivamente tras una serie de votaciones en sus espacios académicos consolidando así a sus asambleas estudiantiles. Mientras que en otras facultades, los estudiantes organizaron sus asambleas estudiantiles y empezaron a elaborar pliegos petitorios para solucionar las carencias de sus espacios académicos y exigiendo mayor democracia en la universidad.

### Nacimiento del Enjambre Estudiantil Unificado
Tras una marcha realizada el 6 de mayo en Toluca de Lerdo, que inició en la Ciudad Universitaria y finalizó en el Edificio Central de Rectoría, el Secretario de Rectoría salió al encuentro con los alumnos manifestantes y después de varias horas permitió que múltiples estudiantes ingresaran al edificio, quienes le exigieron dialogar directamente con el Rector para a su vez hacerle entrega de los pliegos petitorios de las diversas facultades presentes en la marcha. Al anunciar que el Rector de la universidad no asistiría a dialogar con los manifestantes, estos últimos decidieron tomar las instalaciones de manera pacífica permitiendo que los administrativos dentro del edificio retiraran sus pertenencias antes de desalojarlo.
Tras la toma del Edificio Central de Rectoría por un grupo de estudiantes de varios espacios académicos de la universidad, surgió una suerte de "Asamblea Interfacultades" que permaneció dentro del inmueble y lo rebautizó como Casa del Estudiante el 7 de mayo. Ese mismo día tuvo lugar la primera asamblea que agrupó a estudiantes de múltiples espacios académicos y definieron las primeras exigencias generales.
Fue hasta el 9 de mayo cuando se convocó a una Asamblea Resolutiva Inter-Estudiantil en el Ágora de Cénide de Ciudad Universitaria, en la cual los representantes de 25 asambleas estudiantiles de espacios académicos de la universidad acordaron dar origen al Enjambre Estudiantil Unificado (EEU) como una organización sin jerarquías y democrática, separada de cualquier partido político, medio de comunicación o grupo delictivo. Los espacios académicos que, mediante representantes de sus asambleas estudiantiles, aprobaron crear el EEU fueron:
- Facultad de Ciencias Políticas y Sociales
- Facultad de Humanidades
- Facultad de Medicina Veterinaria y Zootecnia
- Facultad de Artes
- Facultad de Ciencias
- Facultad de Ciencias Agrícolas
- Facultad de Medicina
- Facultad de Enfermería y Obstetricia
- Facultad de Derecho
- Facultad de Economía
- Facultad de Ingeniería
- Facultad de Turismo y Gastronomía
- Facultad de Lenguas
- Facultad de Antropología
- Facultad de Odontología
- Facultad de Contaduría y Administración
- Facultad de Planeación Urbana y Regional
- Facultad de Arquitectura y Diseño
- Facultad de Ciencias de la Conducta
- Facultad de Química
- Centro Universitario UAEMéx Tenancingo
- Centro Universitario UAEMéx Zumpango
- Unidad Académica Profesional Tianguistenco
- Unidad Académica Profesional Huehuetoca
- Escuela de Artes Escénicas
- Plantel "Adolfo López Mateos" de la Escuela Preparatoria
- Plantel "Ángel María Garibay Kintana" de la Escuela Preparatoria

## Pliego petitorio
El enjambre declaró el 16 de junio que no haría la entrega de su pliego petitorio al H. Consejo Universitario hasta que se le reconociera como un interlocutor válido del movimiento. Aquel día solo realizaron la entrega de su declaración de conformación como órgano autónomo y presentaron su propuesta de reforma al estatuto universitario que era su principal exigencia para evitar represalias al movimiento.

## Demandas

### Demandas no negociables
- Derogación del Artículo 43 del Estatuto Universitario, ya que consideran que vulnera el derecho a la manifestación incluso si se realiza de manera pacífica.[15]

Artículo 43.- Son causases graves de faltas a la responsabilidad universitaria: suspender ilegalmente, en forma pacífica o violenta, en todo o en parte, las actividades de la Universidad, de un Organismo Académico, Dependencia Académica o Plantel de la Escuela Preparatoria, o apoderarse, retener, disponer, aprovecharse, destruir o alterar, en forma pacífica o violenta, en todo o en parte, los bienes o instalaciones del patrimonio de la Institución.
Estatuto Universitario de la Universidad Autónoma del Estado de México

- No represalias contra el movimiento estudiantil. Exigen que no existan represalias de ningún tipo contra los estudiantes que participan en el paro de labores.[15]

- Voto universal de la comunidad universitaria con ponderación mayor para el alumnado. Tras varias mesas de diálogo y trabajo, se llegó a un acuerdo para que en la ponderación de los votos en la elección al titular de la Rectoría el alumnado tenga 2 votos, el personal docente 1 voto y el personal administrativo 1 voto. En el artículo 104 del Estatuto Universitario se indica que los votos de los miembros del H. Consejo Universitario son los que definen al ganador de la contienda electoral y que la auscultación cuantitativa a la comunidad universitaria solo sirve como guía para el voto de los consejeros universitarios.[15]

Artículo 104.- Durante el tiempo previsto para la promoción y comparecencias, la Comisión Especial llevará a cabo la auscultación cualitativa, para valorar el plan de trabajo y las cualidades académicas, profesionales y personales de los aspirantes con registro. Elaborará un informe que entregará a los integrantes del Consejo Universitario, al menos, con veinticuatro horas antes del día de la elección.

Terminada la fase de promoción y comparecencias, los consejeros universitarios realizarán entre sus representados, la auscultación cuantitativa para orientar su criterio al emitir su voto. Las bases previstas señalarán, en su caso, los mecanismos para llevarla a cabo en Organismos Académicos, Planteles de la Escuela Preparatoria y demás ámbitos universitarios.
Estatuto Universitario de la Universidad Autónoma del Estado de México

### Demandas principales
- Anulación del actual proceso de elección de Rectoría: Exigen que el proceso electoral para la renovación de la Rectoría se cancele y se reinicie, por la falta de legitimidad del proceso y por la falta de mecanismos de representación y elección 100% presencial por parte del estudiantado.
- Gratuidad total de la educación media superior y superior: Ya que consideran que las cuotas en la universidad son muy altas y limitan el acceso a la educación.
- Integración total del estudiantado universitario al Programa Federal "Jovenes Escribiendo el Futuro", ya que la universidad es Pública y no Privada y este apoyo económico beneficiaría a todo el sector estudiantil el cual puede ser un decreto ante los representantes de la rectoría de la universidad, el gobierno estatal y federal.
- Implementación de rutas de movilidad universitaria en todos los Centros Universitarios y Unidades Académicas Profesionales aumentando la matricula del "Potro Bus" como transporte escolar universitario fuera de la zona conurbada del municipio de Toluca beneficiando a los demás municipios del Estado de México.
- Implementación de comedores subsidiados: Piden la implementación de comedores para combatir la desigualdad alimenticia y con bajo costo.
- Implementación inmediata de elecciones internas para cambiar al titular de cada Facultad, Preparatoria, Centro Universitario y Unidad Académica Profesional elecciones para elegir a su director o directora para un periodo de cuatro años sin posibilidad de reelección inmediata.
- Auditorías internas y externas a la UAEMéx: Exigen mayor transparencia en las finanzas de la universidad y que la Auditoría Superior de la Federación revise el ejercicio fiscal 2024 de la universidad.
- Desconocimiento de los actuales Consejeros Universitarios: Denuncian que los consejeros ya no representan a la comunidad de sus espacios académicos.
- Reforma en las convocatorias electorales internas: Piden que exista una competencia real con 2 o más candidatos para la elección de consejeros universitarios y directores de espacios académicos.[15]

## Controversias
Las reformas al Estatuto Universitario que, entre otras cosas, aseguraron la elección de la persona titular de la Rectoría por medio del Voto Universal de cada uno de los sectores de la comunidad universitaria, así como la no criminalización del movimiento a través de la derogación del artículo 43 permitieron la llegada de Patricia Zarza a la Rectoría, siendo la primera mujer en ocupar ese cargo en la historia de la Universidad y la primera persona en acceder precisamente por voto directo sectorial de maestros, personal administrativo y estudiantes.
Sin embargo, el rechazo del Enjambre Estudiantil Unificado al proceso que llevó a Zarza a convertirse en Rectora despertó polémica frente a quienes consideraban que el objetivo principal del movimiento que era asegurar un proceso por voto universal para el nombramiento de la figura máxima de autoridad en la Universidad había sido cumplido.
Paralelamente, el Enjambre Estudiantil se ha visto envuelto en distintas controversias, especialmente con las asambleas internas de varios espacios que han llevado a algunos como es el caso de la Facultad de Medicina a deslindarse, o bien, espacios que han levantado los paros y han hecho que esto sea interpretado como un signo de fractura y división en el movimiento estudiantil.